# Dronninglund Sogn 1949
|  | Denne artikel er oprettet af botten Steenthbot ud fra en ekstern database. Den kan derfor have sproglige fejl eller mangler. Denne skabelon kan fjernes efter kontrol af indholdet. |

Dronninglund Sogn 1949 er en dansk dokumentarisk optagelse fra 1949.

## Handling
Optagelser fra Dronninglund Sogn. I landskabet finder man tegn på historiens vingesus: en langdysse på Try Hede, Galgebakken og den gamle Kongevej, som går gennem sognet, hvorfra man bl.a. kan se ruinerne af Hundslund Kirke. Hjallerup by med maskinværksted, handelsgartneri og smedje. Briketfabrikken udnytter tørvesmuldet til den eftertragtede brændsel. Hjallerup Skole. Hjallerup Marked med hestehandel, frokoster ved langborde i teltene, udstilling af maskiner og landbrugsredskaber samt masser af underholdning og forlystelser. På stadion mødes ungdommen til fodboldkampe. På Hjallerup Enge høstes med le. "Bitte Hans" begyndte for 60 år siden i en jordhytte, nu høster han frugten af sit hårde arbejde. Torup: mindehøj fra besættelsestiden rejst af byens beboere. Grusgraven leverer materialer til vejene og skaffer arbejde til de arbejdsløse. Try Højskole samler de unge kvinder, som undervises i bl.a. sundhedslære, vævning, håndarbejde og madlavning. Hjemstavnsmuseet og høhøsten i Try Enge. Et glimt fra Rørholt. Dronninglund Kirke og Slot. Tre af Dronninglunds ældste ejendomme. Elektricitetsværket, sygehuset og alderdomshjemmet. Kommuneskolen og Realskolen. Forh. amtsskolekonsulent Hanghøj i sin have. Det moderne boligkompleks "Solgården". Sognerådet samles hver måned. Dronninglund Herreds Landboforening - årets dyrskue. Udsigt fra Storskoven. Dorf og Ørsø. Kællingebrogård. Melholt by og Melholt Kirke. Geråen, Brygger J.C. Jacobsens fødehjem og Gerågård. Asaa: Den årlige skoleudflugt går med toget til Ørsø. Andelsmejeriet, Asaa Kro og maskinfabrikken. Asaa havn. Asaa strand - den årlige strandfest.